# نانشي

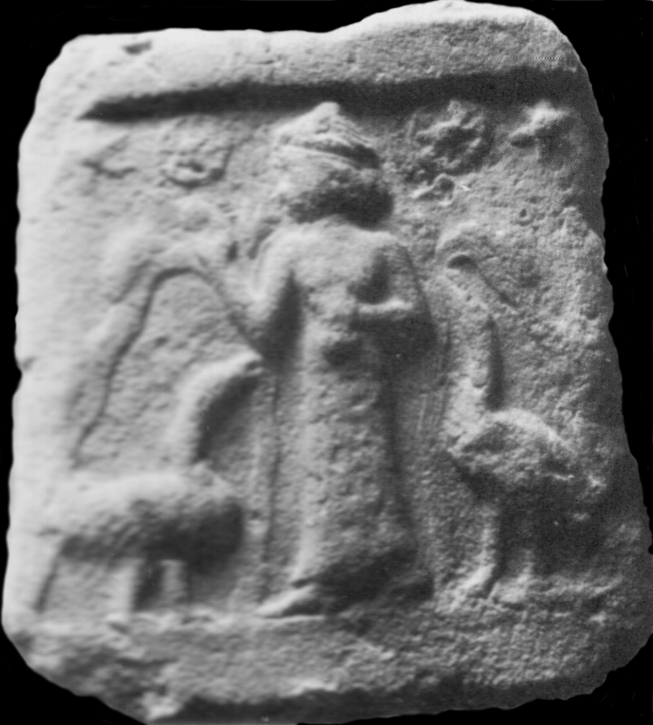
إلهة واقفة، على الاكثر هي نانشي. يرافقها إوزان اثنتان وتحمل مزهرية في يدها. تياران للماء والأسماك الخارجة من الوعاء. نجمان سداسيان وقرصان شمسيان وراء الإلهة (صفيحة طين). سلالة اور الثالثة.

في الأساطير السومرية، نانشي (بالسومرية: 𒀭𒀏) كانت ابنة إنكي (إله الحكمة والسحر والماء) وننهورساج (إلهة الأرض وأم إلهة). تنوعت وظائفها كإلهة. كانت إلهة العدالة الاجتماعية والنبوة والخصوبة وصيد الأسماك. مثل والدها، كانت مرتبطة بشدة بالماء. احتلت السيادة على الخليج وجميع الحيوانات فيه. كان مقر قوتها هو معبد سيرارا، الواقع في مدينة لجش. وكان قرينها نيندارا.

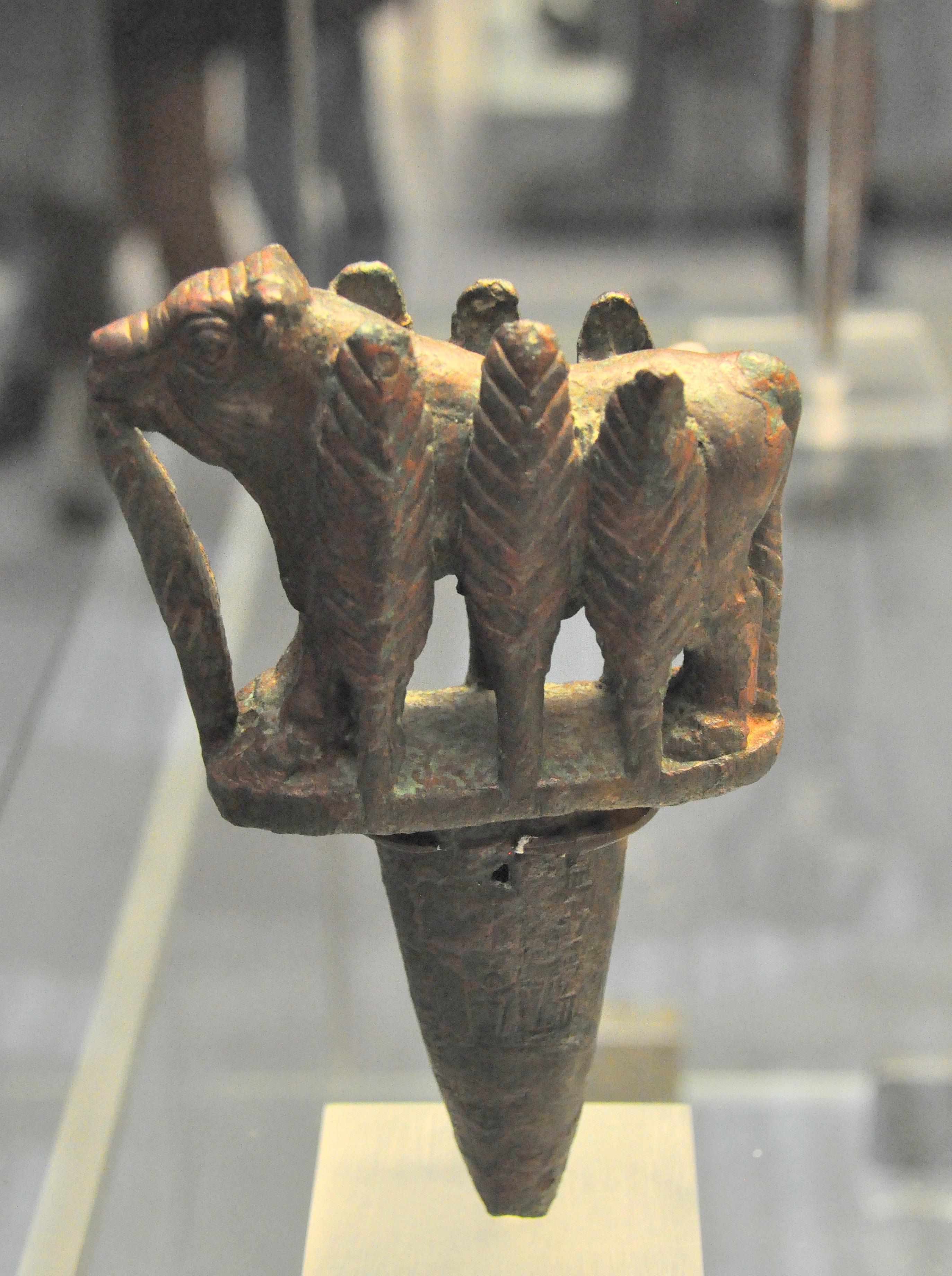
شماعة معبد من معبد آلهة نانشي في سيرارا، أعيد بناؤه بواسطة جوديا. العجل في قصب الأهوار. حوالي 2130 ق.م.. على الاغلب من سيرارا، العراق. المتحف البريطاني، لندن.

## نانشي في الأساطير

### ولادة نانشي
تم وصف ولادة نانشي في الأسطورة السومرية «إنكي وننهورساج». في الحكاية، يستهلك إنكي العديد من النباتات الممنوعة تحت حماية زوجته. ردا على ذلك، تضع ننهورساج لعنة عليه. سرعان ما أصيب إنكي بالشلل، وبقيت الآلهة عاجزة. تمكن إنليل، إله السماء القوي، من تخفيف غضب نينهوراساج بعد إرسال ثعلب، وهو الحيوان المقدس من ننهورساج، للتحدث معها. فعادت إلى جانب إنكي ورفعت اللعنة. ولشفاء إنكي، كانت ننهورساج تلد العديد من الآلهة الشافية. فكان من المفترض أن تشفي نانشي رقبة والدها. وفي ختام الأسطورة، خُطبت إلى الإله نيندارا.

### تنظيم العالم
تم تكليف والد نانشي (إنكي) فيما بعد بتنظيم العالم وتعيين وظيفة لكل إله. تم تعيين نانشي للسيادة الخليج، وعلى سطح هذا البحر الملهم عوّمت ضريح والدها. وكعمل ثاني، كانت تتأكد من وصول شحنات الأسماك إلى البر. وكانت عندما تتجه إلى البر، تبحر عن طريق السفينة من الخليج. كان لديها اتصال قوي مع الحياة البرية، وخاصة الطيور والخفافيش. في أحد التراتيل، كانت تتحدث مع الغربان والبجع من بين الأنواع الأخرى.

### إلهة العدالة الاجتماعية
خلال وقت غوديا (2144 - 2124 ق.م.)، ظهرت العديد من التراتيل لنانشي تظهرها في مكان مرتفع في البانثيون. كانت تُعبد بشكل كبير كإلهة للعدالة الاجتماعية. كانت ترعى الأيتام، وتقدم للأرامل، وتقدم المشورة لأولئك المدينين، وتستقبل اللاجئين من المناطق التي مزقتها الحرب. وكان العديد من الآلهة الأخرى يظهرون تحت قيادة نانشي. ومساعدتاها كانتا هندوراساج وهيا. وكانت نيدابا، التي تُصوَّر أحيانًا على أنها أخت نانشي، كاتبتها الرئيسية.
في اليوم الأول من العام الجديد، أقيم مهرجان في معبدها. وجاء الناس من جميع أنحاء الأرض بحثًا عن حكمتها ومساعدتها. كان الزوار يُطهرون في نهر المحن وبعد ذلك، من كان يستحق، يُسمح له بالاستماع للإلهة. حسمت نانشي النزاعات وعالجت القضايا المحكمية بين البشر.
و بحصولها على مرتبة عالية في البانثيون خلال هذه الحقبة، كانت نانشي تشارك في بعض الأحيان بنفس المهام التي لـ (إوتو)، إله العدالة التقليدي. جلست على العروش المقدسة مع آلهة بارزة أخرى، واعتبرت كإلهة للحماية. وفي أحيان ما، يلجأ إليها نينورتا، إله الحرب العظيم، لتوجيهها.

### إلهة النبوة
كان لدى نانشي القدرة على إعطاء رسائل تنبيئية وتحديد المستقبل من خلال تفسير الأحلام. كما مُنح كهنتها هذه القدرات بعد إجراء طقوس تمثل الموت والقيامة. وعلى الرغم من الطقوس، لا تُصور نانشي على أنها إلهة للموت والحياة في أي تراتيل أو أساطير معروفة.

### حارسة الحدود - سيدة المخازن
في ترنيمة نانشي، وُصفت بأنها لها دور في رؤية إن كانت الأوزان والمقاييس صحيحة. 
 223-231: حارسة الحدود، الخبيرة في (؟) كلمات حسنة، سيدة، امرأة حكيمة أسست لجش... مع جاتمدغ. ... كلمات حسنة ل (؟) نانشي. السيدة العالية التي أوامرها... السيدة التي تحب إنليل تحدد الاقدار، التي تجلس على عرش سيرارا - هي، السيدة الخالصة، تنظر إلى سلطاتها.

 232-240: في المنزل الذي مُنح صلاحيات من أبزو، في سيرارا، تجمع آلهة لجش حولها. لوزن الفضة بالأوزان القياسية، ولتوحيد حجم سلال القصب، فوضعوا باناً متفق عليه في جميع أنحاء البلاد. الراعي، خبير الأرض، الحكيم (؟) من البلدان، (إكتاران) الذي يقرر الدعاوى العادلة، من يعيش في الأرض. . . ننجكزيدا. . . 
سطران غير واضحان
241-250: لوزن الفضة مع الأوزان القياسية، ولتوحيد حجم سلال القصب، فإنها تضع تدابير البان المتفق عليها في جميع أنحاء البلدان. ... ل (؟) جميع الطقوس العظيمة. 
سطر غير واضح

 بعد... في (؟) المخازن المنشأة، سيدة المخازن ... شموخها... مع (؟) الاوعية التي تتدفق باستمرار من المياه ومع (؟)... ل (؟) حاويات القصب التي لا تفرغ، أمرت رسولها، الرب هندورساجا لجعلها مربحة (؟). 

### وظائف أخرى
تعطي ترنيمة نانشي المنسوبة إلى نانشي، في دورها كإلهة حامية، اهتماماً خاصاً بالأفراد المستضعفين في المجتمع: 
 20-31 هي التي تهتم باليتيم وتهتم بالأرملة. لا تنسى الرجل الذي يساعد (؟) الآخرين، فهي أم لليتيم؛ نانشي مقدمة الرعاية للأرملة، التي تجد دائمًا النصيحة لعبد الدين؛ السيدة التي توفر الحماية للاجئين. التي تبحث عن مكان للضعيف. وتُضخم سلته ليجمع. وتجعل وعائه مربحاً له. بالنسبة للأولياء الصالحين الذين سلكوا طريقها، تختار نانشي الشاب ذو المبدأ. تبني نانشي منزلاً آمناً مثل سقف فوق الأرملة التي لا تستطيع الزواج من جديد. 
 إنها أيضًا - ربما بسبب دورها كسيدة للمخازن والجوانب المرتبطة بها من الخصوبة والمكافأة - مرتبطة بهريس البيرة والخميرة والعسل: 
 10-19 هي هريس البيرة (؟)، الأم هي الخميرة (؟)، نانشي هي سبب الأشياء العظيمة: وجودها يجعل مستودعات الأراضي تنتفخ (بدلاً من ذلك: تزدهر) وتصنع العسل ... مثل الراتنج في المخازن. بسببها، تتواجد الأوعية بمياه متدفقة باستمرار؛ بسبب نانشي، السلال التي تحتوي على كنوز الأرض صارت تغطي الأرض مثل طمي النهر. هي سيدة ال... سطران غير واضحان. 

## الرموز
نانشي لها رمزان رئيسيان، وكلاهما أيضا يتواجد في الفولكلور المسيحي. تمثل الأسماك دورها الأصلي كإلهة للمياه والصيد. والبجع، الذي قيل في الفولكلور أنه يفتح صدره لإطعام صغاره، يمثل دورها كحامية ومقدمة للرعاية.

## قراءة معمقة
- "Nanshe, at TheMystica.com". مؤرشف من الأصل في 2016-03-03. اطلع عليه بتاريخ 2006-07-22.
- "A Hymn to Nanshe". Oxford University, ETCSL. 9 يوليو 2001. مؤرشف من الأصل في 2018-09-12.
- "A shir-namshub to Ninurta". Oxford University, ETCSL. 1999. مؤرشف من الأصل في 2019-01-04.
- Veldhuis، Nieke (2004). Religion, Literature, and Scholarship: The Sumerian Composition Nanŝe and the Birds, with a Catalogue of Sumerian bird names. Cuneiform Monographs 22. Leiden: Brill. New edition and translation, with full commentary.